# Veleučilište Edward Bernays
Veleučilište Edward Bernays (eng. Edward Bernays University Of Applied Sciences) privatno je veleučilište u Zagrebu. Nosi ime prema utemeljitelju odnosa s javnošću Edwardu Louisu Bernaysu.
Bernays je u svibnju 2013. postao prvo visoko učilište koje je izvodilo cjelovito specijalizirano obrazovanje na području komunikacijskog menadžmenta i odnosa s javnošću u Hrvatskoj.[nedostaje izvor]

## Studijski programi
- prijediplomski studij Komunikacijski menadžment[1]
- diplomski studij Upravljanje odnosima s javnošću[2]
- prijediplomski studij Poslovno upravljanje[3]
- diplomski studij Vodstvo i menadžment[4]

## Ustroj Veleučilišta
Dekanat (upravu) čine dekan doc. dr. sc. Damir Jugo, prodekan za akademske poslove mr. sc. Zdeslav Milas, prodekan za znanost i međunarodnu suradnju doc. dr. sc. Marko Kovačić, prof., prodekan za strateške projekte Ivan Pakozdi, glavna tajnica Tomislavka Ivanda te poslovna direktorica Marija Pecak. Na Veleučilištu Edward Bernays ustrojeno je dva studijska odjela, šest katedri, šest ureda te dva centra.
Studijski odjeli:
- Odjel za komunikacije
- Odjel za poslovnu ekonomiju
- Odjel za turizam

Uredi:
- Ured dekana
- Ured za financije
- Ured za kvalitetu
- Ured za međunarodnu suradnju
- Ured za sport
- Ured za karijere
- Ured za odnose s partnerima

Katedre čine:
- Katedra za interdisciplinarne znanosti
- Katedra za odnose s javnošću
- Katedra za komunikologiju i medije
- Katedra za menadžment i marketing
- Katedra za jezik i kulturu
- Katedra za turizam

Centri obuhvaćaju:
- Bernays Akademija - Centar za cjeloživotno obrazovanje
- Bernays Consulting - Centar za poslovno savjetovanje

U provođenju dvojnoga obrazovanja i prilagođavanju studija tržištu rada intenzivno sudjeluje i Akademski savjet, savjetodavno tijelo čiji je zadatak strateški razvoj Bernaysa i studijskih programa koje učilište izvodi. Počasna predsjednica Akademskog savjeta Bernaysa je Anne Bernays.[nedostaje izvor]

## Vanjske poveznice
- Službene mrežne stranice
- Facebook
- Instagram